# 戸田市立戸田東小学校
戸田市立戸田東小学校（とだしりつ とだひがししょうがっこう）は、埼玉県戸田市にある公立小学校。
1963年（昭和38年）創立の小学校である。1960年（昭和35年）創立の戸田東中学校との一体型校舎である。二学期制(前期・後期)。

## 概要
開校当初は教室を戸田第二小学校、体育館を戸田東中学校から借りていた。
2000年ごろから児童数が増えており、2020年現在は1000人を超えている。2018年10月に老朽化と児童数の増加を理由に建て替え工事を決定し、戸田市初の小中一貫校になることも決まった。2020年度は小学校の体育館が無いため、1~2年生はプール、3~6年生は中学校の体育館を借りていた。また、児童数が多いため、5~6年生は中学校校舎で学習していた。

## 沿革
出典：
- 1963年（昭和38年）4月1日 - 戸田町立戸田東小学校として創立。戸田町立戸田東中学校講堂および戸田町立第二小学校の校舎の一部を仮校舎として発足する。
- 1964年（昭和39年）
  - 1月8日 - 新校舎竣工移転。
  - 2月22日 - 落成式挙行。この日を開校記念日と制定。
  - 11月17日 - 校旗、校歌制定。（校歌作詞・作曲：野上彰[3]）
- 1966年（昭和41年）10月1日 - 戸田市市制施行により、戸田市立戸田東小学校と改称。
- 1968年（昭和43年）4月1日 - 戸田市立喜沢小学校を新設分離する。
- 1970年（昭和45年）
  - 5月1日 - 言語治療学級1学級編制。
  - 5月24日 - 市民プールが戸田市教育委員会より学校へ移管される。
  - 10月27日 - 言語治療教室完成。
- 1971年（昭和46年）4月1日 - 言語治療学級2学級編制となる
- 1972年（昭和47年）3月1日 - 体育館新設落成
- 1974年（昭和49年）4月1日 - 言語治療学級が戸田市立新曽小学校へ移設される。身体障害児学級1学級編制。
- 1975年（昭和50年）8月24日 - プール新設工事完成。
- 1987年（昭和62年）3月31日 - 身体障害児学級閉鎖。
- 1991年（平成3年）1月29日 - みみずく文庫開設。(PTA)
- 1993年（平成5年）8月31日 - パソコン教室設置工事完了。
- 1998年（平成10年）10月30日 - 校舎耐震工事設計完了。
- 1999年（平成11年）
  - 9月20日 - 耐震補強工事完了。
  - 11月19日 - インターネット接続工事完了。
- 2000年（平成12年）3月23日 - デイサービスセンター工事完了(5月1日、開所)
- 2013年（平成25年）
  - 1月15日 - 埼玉県学校給食努力校に選ばれる。
  - 2月6日 - 埼玉県体力向上優良校として表彰される。
  - 11月14日 - 全国学校優良校として表彰される。
- 2014年（平成26年）
  - 1月17日 - 学校保健優良校に表彰される。
  - 1月30日 - 学校歯科保健コンクール入選校として表彰される。
- 2015年（平成27年）1月30日 - 学校給食努力校として表彰される。
- 2018年（平成30年）
  - 1月24日 - 埼玉県学校給食努力校。
  - 10月 - 児童増加に伴い、6年児童は、戸田市立東中学校の教室を使用することとなった。小中一貫校校舎建て替え工事着工。
- 2020年（令和2年）4月 - 児童増加に伴い、5・6年児童は、戸田市立東中学校の教室を使用することとなった。
- 2021年（令和3年）4月1日 - 戸田東中学校との小中一貫校校舎が完成する。

## 教育方針
タブレット端末を利用する授業を実施しており、近年注目されている。
学校教育目標は｢グローバル社会で将来　豊かに生き　活躍できる児童生徒の育成｣。

## 学校行事
| - 4月 始業式・入学式 - 5月 運動会 - 6月 | - 7月 - 8月 - 9月 | - 10月 終業式・ 始業式 - 11月 - 12月 | - 1月 - 2月 - 3月 修了式・卒業式 |

## 通学区域
- 戸田市[4]
  - 下戸田1-2丁目、中町1丁目（19～24を除く）、下前1丁目（1、2、7～10、11、14、15）

## 進学先中学校
- 戸田市立戸田東中学校[5]

## 交通
- JR東日本東北本線（埼京線）戸田公園駅より徒歩18分